# Comme les oiseaux...
Pour plus de détails, voir Fiche technique et Distribution.
Comme les oiseaux... est un documentaire français écrit, coproduit et réalisé en 1988 par Dominique Delouche, sorti en 1992.

## Synopsis
Gracile et légère comme l'oiseau, une apparition, vêtue de blancs voiles diaphanes, apparaît sur les toits de l'Opéra Garnier, avec une colombe blanche pour compagne. Une voix l'appelle sur scène. Une autre voix, celle de Violette Verdy, professeure de danse, s'adresse à elle avec l'admiration de celle dont les attentes ont été satisfaites. C'est ainsi que nous, spectateurs, apprenons que la créature flottante n'est autre que Monique Loudières, l'une des danseuses de l'Etoile de l'Opéra de Paris, et ancienne élève de Violette. Le fantôme prend alors chair, mais ce n'est que tout relatif tant Monique Loudières défie la gravité. Dès lors, on la verra répéter de grands rôles dans des scènes de ballets célèbres avec des partenaires de l'envergure de Patrick Dupond et Manuel Legris, soit sous la direction bienveillante de grands anciens qui lui transmettent leur savoir (Yvette Chauviré, Violette Verdy), soit de maîtres internationaux de la chorégraphie contemporaine (Jérôme Robbins, Jiri Kylian. ...) Attentive, concentrée, amoureuse de la perfection, on la voit intégrer les gestes, les positions et les mouvements qu'ils indiquent pour les reproduire dans l'instant, avec une inspiration naturelle qui en fait leur interprète idéale. A la fin, la ballerine et la colombe perdent à nouveau substance et disparaissent dans le royaume des étoiles d'où elles avaient émané.

## Fiche technique
- Titre : Comme les oiseaux....
- Coproducteur, scénariste et réalisateur : Dominique Delouche
- Scénario Dominique Delouche / Texte du commentaire Violette Verdy, dit par elle-même
- Assistants réalisateurs : 1) Dominique Targy / 2) Patrice Roblin
- Scripte : Agnès Quintin
- Coproducteur : Jérôme Clément
- Producteurs associés : Dominique Wallon, Pierre Bergé
- Sociétés de production : Les Films du Prieuré, La Sept, avec la participation de l'Association pour le Rayonnement de l'Opéra de Paris et de la Cinémathèque de la Danse
- Sociétés de distribution : Les Films du Prieuré, en DVD, Doriane Films (Collection « Etoiles pour l'exemple ») et aux USA, chez VAI
- Directeur de la photographie : Daniel Vogel
- Assistants opérateurs : Sylvie Carcedo, Nicolas Herdt, Philippe Houdart, Franck Schneider
- Photographies : Serge Lido, Daniel Cande
- Pianistes : Pietro Galli, Henri Barda et dans la séquence d'archive ("Sonatine") : Georges Pludermacher
- Chorégraphe de "Roméo et Juliette" : Jocelyn Bosser
- Œuvres musicales : « Don Quichotte » de Léon Minkus, « Mirages », d'Henri Sauguet, « In the Night » de Frédéric Chopin, , « Roméo et Juliette » de Sergueï Prokofiev, « Sonatine pour piano » de Maurice Ravel, « Giselle » d'Adolphe Adam
- Montage : Isabelle Dedieu, assistée de Dominique Greussay
- Ingénieurs du son : Alain Villeval, Eric Masson, Gérard Alari / Mixage : Julien Cloquet
- Remerciements : Opéra de Paris, Pierre Bergé (président de l'Opéra de Paris), Georges-François Hirsch et Jean-Albert Cartier (administrateurs de l’Opéra de Paris), Hélène Traïline
- Tournage : en 1988 à l'Opéra Garnier
- Pays :  France
- Genre : documentaire
- Format : Couleurs - Négatif et Positif : 35 mm - Système sonore : Dolby Stéréo
- Durée : 90 minutes
- Visa de contrôle cinématographique no 67210
- Copyright 1991 Les Films du Prieuré/La Sept
- Dates de sortie : 
  - Sortie nationale : le 22 janvier 1992 au cinéma Champs-Elysées Lincoln
  - Sortie en DVD : mai 2005
- Visa d'exploitation :no 75044 délivré le 27 novembre 1991

## Distribution
- Monique Loudières
- Cyril Atanassoff
- Yvette Chauviré
- Patrick Dupond
- Jiri Kilyan
- Manuel Legris
- Jerome Robbins
- Vladimir Vassiliev
- Violette Verdy
- Hervé Dirmann
- Pietro Galli
- Henri Bardin

## Autour du film
- Le film existe également en version plus courte (58 minutes) pour la télévision. Il est alors intitulé « Lueur d'étoile »